# Fontenay-le-Vicomte
Fontenay-le-Vicomte  [fɔ̃t̪ǝnɛ lǝ vikɔ̃t̪] je francouzská obec v departementu Essonne v regionu Île-de-France. Leží 34 kilometrů jihovýchodně od Paříže.

## Jméno obce
Obec se postupně jmenovala Fontanedum (829), Fontanetum Vice Comitis (1286) a Fontenay sur Seine (1793), současné jméno je poprvé zmiňováno v roce 1801.

## Geografie
Sousední obce: Vert-le-Petit, Écharcon, Mennecy, Ballancourt-sur-Essonne a Chevannes.
Obcí protéká řeka Essonne.

## Památky
- kostel sv. Remigia

## Vývoj počtu obyvatel
Počet obyvatel

## Osobnosti obce
- Mehdi Ben Barka, marocký politik

## Vzdělávání
Obec má 1 základní školu.